# Araber

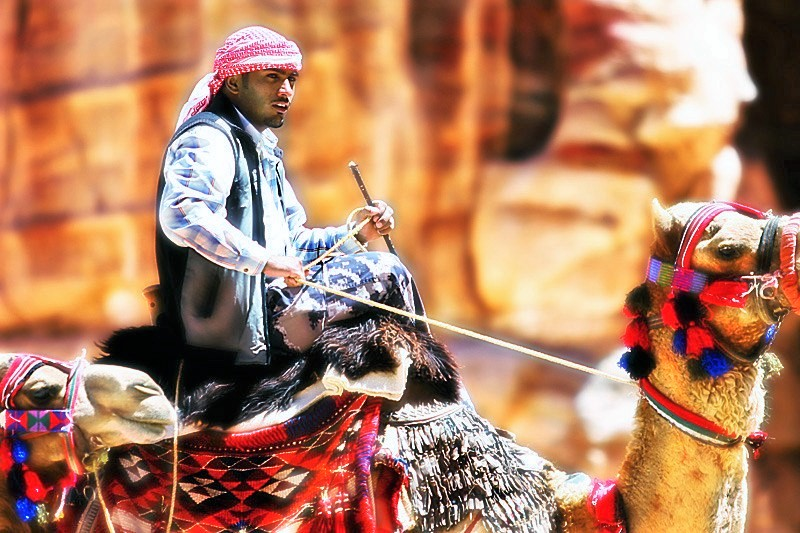
Traditionell beduin.

Araber i modern mening utgörs av majoritetsbefolkningen inom den så kallade arabvärlden, vilken i princip kan sägas bestå av Arabförbundets 22 medlemsstater och Västsahara. År 2011 uppgick antalet araber i Mellanöstern till 325 miljoner.
Ordet araber i egentlig etnografisk mening omfattar endast invånarna på Arabiska halvön. Dessa egentliga araber härstammar enligt judiska och islamiska legender dels från Joktan (arabiska Qahtan), farfars farfars farbroder till Abraham, dels från Abrahams son Ismael (jämför Första Mosebok, kapitel 10, 11, 16, 17, 21). Dessa legender motsvaras av en gammal arabisk tradition, enligt vilken araberna delar sig i arab, ”rena araber”, och mustariba, "arabiserade" folk. Den förstnämnda gruppen, legendens joktaniter, hade sitt hemland i södra Arabiska halvön medan den andra, legendens ismaeliter, hade sitt ursprung i norra och mellersta Arabien.
Många araber bor numera i västvärlden, och kan i förekommande fall betraktas som sådana på grund av ursprung i arabvärlden och på grund av språk. Just språket, arabiskan, är också den tillsammans med religionen sammanhållande faktorn för de grupper som enligt ovan utgör majoritetsbefolkning i Arabvärlden. Under Muhammeds levnad i början av 600-talet utgjordes största delen av araberna av det egentliga Arabiens, det vill säga Arabiska halvöns, invånare. Islams expansion utvidgade kraftigt det område inom vilket araber är bosatta sedan dess.
Det som kallas för araber sedan dess är de folkslag som övergick till islam och använde arabiskan som modersmål. Därmed ser araber ut olika beroende på vilket ursprung man hade, med andra ord är folkslagen araber en språklig tillhörighet mer än en etnisk tillhörighet. Detta involveringssystem gav araberna en möjlighet att expandera från ett litet instängt folkslag på väldigt kort tid. Skillnaderna mellan egentliga araber och arabisktalande (arabiserade) muslimer har efter hand utjämnats och försvunnit.
En annan uppdelning som förekommer är den mellan bofasta bönder och nomader, kallade beduiner. Beduinerna har sedan 1900-talet börjat bosätta sig i städer och den gamla livsstilen börjar försvinna. De kristna araberna har blivit färre i förhållande till muslimerna, som är den alldeles övervägande delen av araberna.

## Den forntida arabvärlden

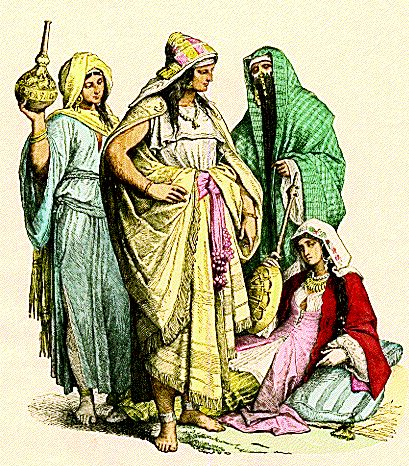
Arabiska kvinnors klädnader, 300-600 e.Kr.

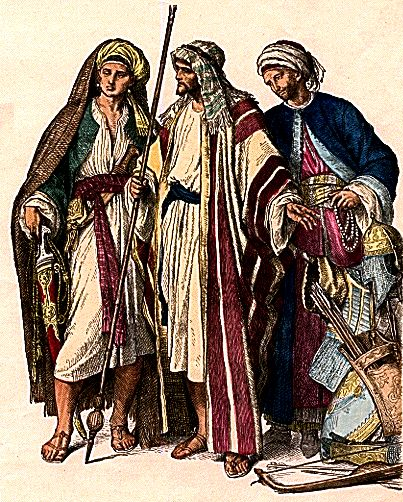
Arabiska mäns klädnader, 300-600 e.Kr.

Arabien var förr namnet på landet väster och söder om Mesopotamien. Då skilde man på tre huvudområden: städerna i de regioner som gränsade till Indiska oceanen (nuvarande Jemen och Oman), det inre nomadiska Arabien (nuvarande Saudiarabien) och nordvästra området (nuvarande Jordanien). De latinska namnen på dessa områden var Arabia felix (Det lyckliga Arabien), Arabia deserta (öknarnas Arabien) och Arabia petraea (Arabien styrd från Petra).
De nomadiska stammarna i Arabia deserta, som i Akkad kallades Aribi, invaderade med intervaller de omkringliggande länderna Arabia felix och Mesopotamien där de ibland lyckades hålla sig kvar och bosätta sig. Knappast någonting om dessa stammar utan historia är känt även om man vet att de var beridna på dromedarer under tionde eller nionde århundradet f.Kr. Under de partiska och romerska perioderna härskade arabiska dynastier i städer som låg i nuvarande Syrien och Irak: Palmyra, Emesa, Edessa, Hatra och Gerrha.
Araberna i Arabia petraea bodde mellan Egypten och Mesopotamien och kunde inte helt vara avskärmade från yttervärlden. De grundade ett flertal städer varav Petra blev deras främsta huvudstad. Den äldsta referensen till dessa araber finns i 1 Moseboken i Bibeln där arabiska köpmän köper och säljer Jakobs son Josef. Etnonymen "arab" (Arbāyu) förekommer i assyriska källor från och med 800-talet f.Kr., även som personnamn hos assyrier med arabisk härstamning. Araberna nämns till exempel i den assyriske kungen Salmanassar III:s berättelse om ett slag 853 f.Kr. och i rapporter från den assyriske kungen Tiglat-pilesar III (regerade 744-727 f.Kr.) där han nämnde ett kungadöme kallat Aribi. Babylons kung Nabonidus expanderade sitt områden ända till Yathrib (nuvarande Medina). 
Enligt den grekiske historikern Herodotos underkuvades inte araberna av den persiske kungen Kambyses II när han angrep Egypten 525 f.Kr. Hans efterträdare Darius I nämner inte araberna i texter från den första perioden av sin regeringstid, men däremot i senare texter vilket torde innebära att han då hade erövrat denna del av Arabien. Det finns inget som tyder på att dessa araber inte var trogna invånare i det följande persiska riket.
Efter det att Makedoniens kung Alexander den store hade erövrat akemenidiska riket (mellan 335 och 323) var denna del av Arabien mer eller mindre självständigt i flera århundraden. Den del som motsvarar nuvarande Jordanien gjordes emellertid 106 e.Kr till en provins i det romerska riket genom kejsar Trajanus. Här fanns flera städer bland andra Filadelfia (Amman) och Aila (Aqaba).
Under antiken var Arabia felix känt genom handelsvarorna rökelse och kanel – den senare importerades från Indien. I sydvästra delen fanns ett antal mindre kungadömen: Saba som var den ledande makten från senare delen av det sjätte århundradet f.Kr., Ma'in, Kataban, Hadramaut och Zufar. 
Vart och ett av dessa kungadömen byggde omfattande bevattningsanläggningar varigenom befolkningen kunde bemästra både torrperioder och svåra översvämningar av floderna. Handeln med rökelse och kryddor var den viktigaste källan till rikedom. Produkterna forslades från Hadramaut på rökelsevägen till Mesopotamien och östra Medelhavet. Många städer anlades utefter denna led varav den viktigaste var Yathrib. När Alexander den Store hade erövrat det akamenidiska riket ville han sända en expedition sjövägen till Arabia felix men han avled 323 f.Kr. strax innan expeditionen skulle starta. 
Betydelsen av karavanleden till Medelhavet minskade så småningom när man började utnyttja sjövägen genom Röda havet för de långa resorna från Indien över Indiska oceanen. Riket Himyar som var beläget i sydvästra Arabiska halvön gjorde sig självständigt omkring 110 f.Kr. eftersom det kontrollerade viktiga hamnar bland andra vid nuvarande Aden och Mocka. Himyariterna övertog efter hand kontrollen över länderna i inlandet och från och med cirka 450 e.Kr. behärskade det himyaritiska imperiet i praktiken hela Arabiska halvön upp till Eufrats strand och romerska limes i södra Syrien.